# ماري كالين أرويو
ولدت د. ماري تيريز كالين أرويو عام 1944 في نيوزيلاندا. تعمل حالياً أستاذة علم الأحياء في جامعة تشيلي. عُرفت بمراجعتها لنباتات الجنس الأصلي اوريسيا واكتشاف أصناف أخرى منها في نيوزيلاندا. ساهمت دراساتها ايضاً في تصنيف وسط تشيلي كبقعة ساخنة في التنوع الحيوي.

## بداية حياتها وتعليمها
حصلت على شهادة البكالريوس مع مرتبة الشرف في جامعة كانتربري في مدينة كرايستشيرش في نيوزيلندا. تخرجت في المركز الأول مع مرتبة الشرف سنة 1967. اتمت بعدها درجة الدكتوراة في علم النبات من جامعة كاليفورنيا في بيركيلي في سنة 1961. في السنة التالية أتمت د. كالين أرويو بحوث ما بعد الدكتوراة مع د. بيتر رايفين في الحديقة النباتية في نيويورك.
في 1978 تزوجت ب مانيول أرويو ثم رزقوا بطفلهما، بعدها انتقلت للعيش في جامعة تشيلي حيث عملت كأستاذ مساعد. في عام 1984 حصلت د. كالين أرويو على مرتبة أستاذ. هي حالياً تدير مركز علوم البيئة والتنوع الحيوي بجامعة تشيلي.

## البحث العلمي
تركزت أعمال د. كالين أرويو تركز في أحياء التكاثر في النباتات، بالأخص عمل الملقحات في الارتفاعات الشاهقة وتطور الأجهزة التناسلية في النباتات. المجال الأخر من ابحاثها كان في علم الجغرافيا الحيوية حيث درست انتشار النباتات التي تعيش في الارتفاعات الشاهقة. استغلت دراساتها في مجال الأجهزة التناسلية في النباتات مع نظام المجتمعات الكاملة لهدف الحفاظ وحماية الأصناف. بالإضافة إلى ذلك، أجرت د. كالين أرويو أبحاث في الحماية حيث أجرت تقدير لنجاح عملية حماية 16 منطقة محمية في تشيلي. أدى ذلك لإعلان منطقة وسط تشيلي كبقعة ساخنة للتنوع الحيوي.
من ضمن إنجازاتها الحصول على موافقة لحماية 68,000 فدان للحفاظ على 25% من المستجمع المائي الخاص بنهر كوندور في تشيلي.

## جوائز
حصدت كالين عدد كبير من مراتب الشرف القومية والعالمية. في عام 1984 حصلت على زمالة جون سايمون جوجنهايم المرموقة. في سنة 1998 رُشحت ل «زمالة جمعية لينين بلندن». في عام 1995 حصلت على منصب «عضو مناظر للجمعية النباتية الأمريكية». في 1997-1999 حصلت على جائزة «كرسي الرئاسة في العلوم» من قبل رئيس تشيلي. في عام 1998 اُنتخبت «زميل مشرف للجمعية الملكية في نيوزيلندا» في بلدها الأم. في 1999 تم اختيارها هي ورامون لاتوري ك «عضو أجنبي لأكاديمية الولايات المتحدة للعلوم» فأصبحوا أول عالميين من تشيلي يحصلوا على هذا الشرف. في 2003 انضمت للجمعية التشيلية للعلوم كعضو مناظر. في عام 2010 فازت بجائزة تشيلي القومية للعلوم الطبيعية.

## مؤلفاتاها
- Cowling, Richard M.; Rundel, Philip W.; Lamont, Bryon B.; Kalin Arroyo, Mary T.; Arianoutsou, Margarita (1996). "Plant diversity in Mediterranean-climate regions". Trends in Ecology & .Evolution. 11 (9): 362–366.doi:10.1016/0169-5347(96)10044-6. PMID 21237880
- .Kalin Arroyo, Mary T. (1981). "Breeding systems and pollination biology in Leguminosae". Advances in Legume Systematics: 723–769
- Kalin Arroyo, Mary T.; Primack, Richard; Armesto, Juan (1982). "Community Studies in Pollination Ecology in the High Temperate Andes of Central Chile. I. Pollination Mechanisms and Altitudinal Variation". American Journal of Botany. 69 (1): 82–97. doi:10.1002/j.1537-2197.1982.tb13237.x. JSTOR 2442833.
- Kalin Arroyo, Mary T.; Uslar, Paulina (1993). "Breeding systems in a temperate Mediterranean-type climate montane sclerophyllous forest in central Chile". Botanical Journal of the Linnean Society. 111 (1): 83–102. doi:10.1111/j.1095-8339.1993.tb01892.x.

## تصنيفات
هذه تصنيفات لبعض النباتات التي ساهمت بها د. كالين أرويو
- Acosmium cardenasii ه.س.ايروين وأرويو.
- Gentianella multicaulis (Gillies ex Griseb.) Fabris (syn.Gentianella gilliesii

(غلغ) Martic. & Arroyo nom. illeg.)
- Nassauvia coronipappa Arroyo et Martic.[7]
- Oriastrum achenohirsutum (Tombesi)A.M.R. Davies (syn. Chaetanthera acheno-hirsuta Arroyo et al.)[8]